# Artstein定理
Artstein定理也稱為Artstein-Sontag定理，指出以下控制仿射（control-affine）型式的非線性動態系統
{\displaystyle {\dot {\mathbf {x} }}=\mathbf {f(x)} +\sum _{i=1}^{m}\mathbf {g} _{i}(\mathbf {x} )u_{i}}
有可微分控制李亞普諾夫函數的條件，若且唯若此系統有正規可穩定的回授（stabilizing feedback）u(x)，此回授是Rn\{0}上的利普希茨連續函數。
可穩定的回授（stabilizing feedback）u(x)的意思，是指存在控制律
{\displaystyle u(x)=\phi (t,x)+v(x)}
可以使系統穩定。
原始的證明是由以色列數學家Zvi Artstein在1983年提出，但不是构造性证明。Eduardo D. Sontag在1989年提出了构造性证明的版本，明確地展示其回授函數。